# GMS Medizinische Informatik, Biometrie und Epidemiologie
GMS Medizinische Informatik, Biometrie und Epidemiologie (MIBE) ist eine wissenschaftliche Open-Access-Zeitschrift auf den Gebieten der Medizinischen Informatik, Biometrie, Epidemiologie, Medizinischen Dokumentation und der Informatik in den Lebenswissenschaften.
Die MIBE ist offizielles Organ der Deutschen Gesellschaft für Medizinische Informatik, Biometrie und Epidemiologie (GMDS) und des Fachbereichs Informatik in den Lebenswissenschaften (ILW) der Gesellschaft für Informatik (GI). Für die GMDS führt die MIBE die 1969 mit der „Informatik, Biometrie und Epidemiologie in Medizin und Biologie“ begründete Tradition einer wissenschaftlichen Zeitschrift fort.
MIBE veröffentlicht Artikel und Berichte über den innovativen Einsatz von Methoden, Konzepten, Werkzeugen und Lösungen in den genannten Fachgebieten.
Neben Originalarbeiten werden Übersichtsarbeiten, Kommentare, sowie Fall- und Forschungsberichte veröffentlicht. Alle Einreichungen unterliegen einem systematischen Begutachtungsverfahren (Peer-Review). Die Veröffentlichung erfolgt in englischer oder in deutscher Sprache mit englischem Abstract.